# Boarnwert
Boarnwert (niederländisch Bornwird) ist ein Dorf in der Gemeinde Noardeast-Fryslân in der niederländischen Provinz Friesland. Es befindet sich westlich von Dokkum und hat 110 Einwohner (Stand: 1. Januar 2024).
Die Einwohner von Boarnwert leben hauptsächlich von der Viehzucht und das Dorf ist von Weideland umgeben. Boarnwert wurde auf einer Warft, die ursprünglich größer als die Warften Brantgums und Foudgums war, gebaut. Doch ist ein Teil der Warft bereits abgetragen.
In Boarnwert gibt es eine Kirche aus dem 13. Jahrhundert, welche Maria geweiht ist. Bei Restaurierungsarbeiten in der Kirche 1987 kam eine Wandmalerei mit der Darstellung von Christophorus zum Vorschein.